# باشگاه فوتبال استقلال تهران در فصل ۰۱–۱۴۰۰
باشگاه فوتبال استقلال تهران در فصل ۰۱–۱۴۰۰ در رقابت‌های لیگ برتر خلیج فارس و جام حذفی فوتبال ایران شرکت کرد و در پایان قهرمان لیگ و در پی آن قهرمان سوپر جام شد. استقلال رکورد‌های افسانه‌ای را در این دوره جابه‌جا کرد. باشگاه استقلال با وجود کسب سهمیۀ لیگ قهرمانان آسیا ۲۰۲۲، به‌دلیل عدم پرداخت مطالبات آندره‌آ استراماچونی، سرمربی پیشین خود، موفق به دریافت مجوز حرفه‌ای نشد و از این رقابت‌ها حذف گردید.
تیم فوتبال استقلال تهران در تاریخ ۲۴ اردیبهشت ۱۴۰۱، با کسب پیروزی خارج از خانه مقابل فولاد خوزستان توانست پس از ۹ سال در پایان هفته بیست‌و‌هفتم لیگ برتر، قهرمانی خود را در لیگ برتر فوتبال ایران ۰۱–۱۴۰۰ مسجل کند؛ همچنین این تیم اولین قهرمان بدون شکست لیگ برتر فوتبال ایران می‌باشد که در هیچ‌کدام یک از ۳۰ بازی لیگ برتر، نتیجه را واگذار نکرد که این یک رکورد بی نظیر در تاریخ فوتبال ایران است. استقلال در جام حذفی فوتبال ایران ۰۱–۱۴۰۰ در مرحله یک چهارم نهایی حذف شد. در ادامه فرهاد مجیدی به لیگ امارات پیوست و ریکاردو سا پینتو سرمربی آبی‌پوشان شد. بعد از چندماه مصطفی آجورلو هم از استقلال جدا شد و به جای او علی فتح‌الله‌زاده بر کرسی مدیرعاملی تکیه زد.
سوپر جام فوتبال ایران آخرین برگ از فصل ۰۱–۱۴۰۰ بود که با برتری استقلال برابر نساجی و قهرمانی این تیم به پایان رسید.

## لباس باشگاه
تأمین کننده: مروژ
| لباس‌های استقلال در فصل ۱۴۰۱–۱۴۰۰ | لباس‌های استقلال در فصل ۱۴۰۱–۱۴۰۰ | لباس‌های استقلال در فصل ۱۴۰۱–۱۴۰۰ | لباس‌های استقلال در فصل ۱۴۰۱–۱۴۰۰ |
| -------------------------------- | -------------------------------- | -------------------------------- | -------------------------------- |
| لباس آسیا مقابل الهلال عربستان   | لباس اول فصل ۱۴۰۱–۱۴۰۰           | لباس دوم فصل ۱۴۰۱–۱۴۰۰           | لباس سوم · (کیت دربی ۹۸)         |

### اسپانسرها
- اسپانسر اصلی: همراه اول
- اسپانسر دوم: سوپر اپلیکیشن روبیکا/اپلیکیشن اوانو
- اسپانسر پشت پیراهن: اپلیکیشن بله
- تولیدکننده رسمی پیراهن: مروژ

## مرور فصل

### لیگ قهرمانان آسیا ۲۰۲۱
تیم فوتبال استقلال در لیگ قهرمانان آسیا در مرحله گروهی با کسب ۳ برد، ۲ تساوی و ۱ باخت به عنوان صدرنشین به مرحله ۱/۸ نهایی صعود کرد. برای دیدن نتایج استقلال ایران در مرحله گروهی اینجا را کلیک کنید.
استقلال در اولین مرحله حذفی مسابقات آسیایی، به مصاف الهلال عربستان رفت. الهلال به عنوان تیم دوم از گروه نه‌چندان سطح بالایش با اما و اگر صعود کرده بود با تقویت فوق‌العاده خودش و خرید بازیکنانی چون موسی مارگا و متیوس پریرا به مصاف استقلال رفت. استقلال نیز با از دست دادن مهره‌های کلیدی خود همچون مهدی قایدی، مسعود ریگی، شیخ دیاباته و … به دیدار با الهلال رفت. استقلال با مهره‌های جدید و جوان خود با الهلال بازی کرد. استقلال در ابتدا بازی خوبی به نماش گذاشت و دروازه المعیوف را به شدت تهدید کرد اما روی یک اشتباه از سوی مرادمند توسط گومیس دروازه اش باز شد. بعد از این گل الهلال بر روی بازی تسلط پیدا کرد و استقلال در نیمه دوم روی اشتباه آقاسی و غفوری گل دوم را دریافت کرد. پس از این گل که توسط سالم الدوساری به ثمر رسید، شاگردان فرهاد مجیدی یکپارچه حمله شدند و بارها و بارها دروازه تیم عربستانی را تهدید کردند، اما مهارهای بی نظیر عبدالله المعیوف مانع گلزنی آبی پوشان شد. بازی در نهایت با نتیجه ۲–۰ به سود الهلال به پایان رسید و استقلال ایران خیلی زود از دور رقابت‌های لیگ قهرمانان آسیا حذف شد.

### لیگ قهرمانان آسیا ۲۰۲۲
استقلال تهران با کسب مقام سومی در لیگ برتر گذشته، سهمیه لیگ قهرمانان آسیا فصل ۲۰۲۲ را به صورت پلی‌اف به دست آورده بود، اما کنفدراسیون فوتبال آسیا موسوم به AFC طی یک اطلاعیه اعلام کرد که دو تیم پرطرفدار پایتخت یعنی پرسپولیس و استقلال مجوزهای لازم برای حضور در لیگ قهرمانان آسیا ۲۰۲۲ را به دست نیاوردند و از لیگ قهرمانان به صورت تلخی کنار رفتند.

### لیگ برتر
بیست‌ویکمین فصل رقابت‌های لیگ برتر فوتبال از روز ۲۷ مهرماه آغاز شد و قرعه‌کشی این رقابت‌ها شنبه برگزار شد.
پس از انجام قرعه کشی، معلوم شد که استقلال در هفته هشتم در قالب شهرآورد تهران به مصاف پرسپولیس می‌رود و اولین دیدار این تیم در لیگ بیست و یکم مقابل هوادار است. همچنین هر تیمی که بازی استقلال بازی می‌کند هفته قبل با صنعت نفت و هر تیمی که با استقلال بازی می‌کند هفته بعد با پیکان دیدار می‌کند.

#### نیم فصل اول
تیم استقلال در اولین مصاف لیگ برتری خود با هوادار در ورزشگاه آزادی دیدار کرد. سرمربی این تیم تازه لیگ برتری، غلامرضا عنایتی بازیکن محبوب و اسبق آبی‌ها بود. این دیدار علی‌رغم بازی خوب حریف، با تک گل جعفر سلمانی به سود استقلال به پایان رسید. البته در این بازی، وریا غفوری یک ضربه پنالتی نیز از دست داد. در دومین هفته، استقلال با دبل کوین یامگا بازیکن خارجی و جدید ابی پوشان از سد ذوب آهن گذشت. هفته بعد، استقلال مهمان خود، تراکتور را با گل ارسلان مطهری شکست داد تا استقلال رکورد ۱۰۰٪ پیروزی خود را حفظ کند و استقلال پس از چندسال با سه برد متوالی، لیگ را آغاز کرده باشد. همچنین وریا غفوری کاپیتان استقلال به مانند بازی با هوادار یک پنالتی دیگر نیز از دست داد. در چهارمین بازی، استقلال به مصاف فجرسپاسی دیگر تیم تازه لیگ برتری شده رفت. در این بازی، رودی ژستد بازیکن خارجی دیگر استقلال اولین بازی‌اش را برای استقلال تهران انجام داد. بازی به دلیل کیفیت فوق‌العاده نامناسب زمین حافظیه، زیاد چنگی به دل نمی‌زند، اما کوین یامگا دو موقعیت خیلی خوب گلزنی را در نیمه اول از دست داد. در نیمه دوم کمی اوضاع بهتر شد و آبی پوشان فرصت‌های زیادی خلق کردند. این فشار موجب شد شاگردان فرهاد مجیدی یک ضربه پنالتی توسط محمد دانشگر به دست بیاورند که یامگا توانست آن را گل کند. سپس، استقلال توسط مطهری به گل رسید، اما داور به اشتباه آن را آفساید اعلام کرد. در ثانیه‌های پایانی تیم شیرازی روی اشتباه خط دفاعی و دروازه‌بان تیم، سید حسین حسینی به گل رسید و شاگردان مجیدی سه امتیاز مهم را از دست دادند. اگرچه با توجه به باخت سپاهان و تساوی گل گهر و با وجود برد پیکان، استقلالی‌ها در صدر جدول قرار گرفتند. پس از تعطیلات بین‌المللی، استقلال در ورزشگاه آزادی با نساجی مازندران دیدار کردند. در این دیدار برای اولین بار هواداران استقلال تهران پس از دو سال به استادیوم آمدند. آخرین بار هواداران استقلال در دربی در تاریخ هفدهم بهمن ۱۳۹۸ که ۲–۲ مساوی شد، توانسته بودند بازی تیم خود را تماشا کنند و حالا دوباره به ورزشگاه برگشتند تا بازی تیم خود را تماشا کنند. این دیدار در نهایت صفر-صفر به پایان رسید. در ادامه استقلال مقابل گل گهر، صنعت نفت و پرسپولیس به نتایج تساوی رضایت داد که البته نتیجه بازی با گل‌گهر به علت استفاده این تیم از بازیکن غیرمجاز ۳–۰ به سود استقلال اعلام شد. در هفته نهم، آبی‌ها با سه گل از سد پیکان گذشتند.
هفته بعدی سپاهان با تک گل جعفر سلمانی مغلوب استقلال شد. در هفته یازدهم، پدیده نیز با همان نتیجه بازی با پیکان از شاگردان مجیدی شکست خورد. سپس استقلال با سوپر گل مهدی پور اولین شکست جواد نکونام در فولاد را رقم زد. هفته بعدی اما آلومینیوم توانست ترمز استقلال را بکشد و استقلال در اراک با نتیجه ۱–۱ متوقف شد. در هفته چهاردهم آبی پوشان پایتخت به مصاف تیم آماده مس رفسنجان رفتند. استقلال با دو ضربه پنالتی توسط یامگا که یکی از آنها توسط پنالتی منشا پاسخ داده شده بود، جلو افتاد و در ادامه دو تیم یک گل دیگر نیز به ثمر رساندند تا استقلال با نتیجه ۳–۲ پیروز شود. در آخرین بازی نیم‌فصل، نفت مسجد سلیمان با سه گل مقابل استقلال بازنده شد که امیرحسین حسین‌زاده دو بار گلزنی کرد و یامگا نیز یک گل به ثمر رساند.

#### نیم فصل دوم
استقلال نیم فصل دوم را با پیروزی مقابل هوادار آغاز کرد. ابتدا استقلال با پنالتی که توسط امین قاسمی‌نژاد به دست آمده بود، توسط رودی ژستد به گل رسید. این گل توسط محمدجواد محمدی از هوادار جواب داده شد، ولی در نهایت آبی پوشان با گل امیرارسلان مطهری به پیروزی رسید. این بازی حواشی داشت از جمله اخراج سیاوش یزدانی و ورود غیرقانونی امیرحسین حسین‌زاده به زمین مسابقه. سپس شاگردان مجیدی با تک گل پیروزی‌بخش کوین یامگا از سد ذوب‌آهن گذشتند. در قالب هفته هجدهم، استقلال با گلزنی امیرحسین حسین‌زاده از سد تراکتور گذشت. در ادامه آبی پوشان تیم فجر سپاسی را نیز شکست دادند و با نساجی به تساوی بدون گل رسیدند. در هفته بیست و یکم، استقلال در یک بازی پرحاشیه و جنجالی با دبل یامگا و گلزنی مرتضی تبریزی بازیکن اسبق استقلال توانست گل گهر سیرجان را در آزادی شکست دهد. در هفته بیست و دوم استقلال موفق شد صنعت نفت آبادان را با تک گل امیرحسین حسین‌زاده در ورزشگاه آزادی شکست دهد. در هفته بیست و سوم لیگ برتر خلیج فارس در آخرین دربی قرن استقلال در حضور ۲۰ هزار تماشاگر در مقابل پرسپولیس قرار گرفت که در این بازی جنجالی ابتدا پرسپولیس در دقیقه ۳۸ روی ارسال رامین رضاییان و ضربه سر علی نعمتی به گل رسید. نیمه دوم برخلاف نیمه اول، بازی سرعت بالایی نداشت تا اینکه در دقیقه ۸۱، رودی ژستد روی ارسال صالح حردانی با یک ضربه سر، دروازه پرسپولیس را باز کرد تا اولین گلزن خارجی استقلال در تاریخ دربی‌ها لقب بگیرد. در ادامه، بازی با اعتراض‌های یحیی گل محمدی سرمربی وقت پرسپولیس مبنی بر ده‌نفره بودن تیمش هنگام به ثمر رسیدن گل استقلال همراه بود که در نهایت به اخراج او منجر شد. در ادامه هم بازی موقعیت زیادی نداشت و بازی با همان نتیجه ۱–۱ به اتمام رسید.
بعد از تعطیلات نوروزی استقلال در هفته بیست‌و‌چهارم و در استادیوم آزادی تهران با حضور ۱۵ هزار هوادار خود به مصاف پیکان رفت و در نهایت به تساوی بدون گل رضایت داد. جدال دو تیم تحت تأثیر اخراج رافائل سیلوا و ۱۰ نفره بازی کردن استقلال در نیمه دوم قرار گرفت. در بازی بعدی که پس از وقفه لیگ برتر به دلیل لیگ قهرمانان آسیا ۲۰۲۲ برگزار شد استقلال در حضور ۲۰ هزار تماشاگر در نقش جهان مهمان سپاهان بود. جدال بزرگ استقلال و سپاهان در مهم‌ترین دیدار هفته با تساوی یک – یک به پایان رسید. نتیجه ای که برای هیچ‌کدام از دو تیم ایدئال نبود. در این بازی دانشگر در دقیقه ۶ دروازه سپاهان را گشود اما گولسیانی در دقیقه ۱۴ از روی نقطه پنالتی بازی را مساوی کرد. استقلال و شهرخودرو در چارچوب بازی‌های هفته ۲۶ مسابقات لیگ برتر فوتبال ایران به مصاف یکدیگر رفتند که این بازی با تک گل آرمان رمضانی در دقیقه ۸۸ با نتیجه یک بر صفر به سود آبی پوشان به پایان رسید. استقلال در هفته ۲۷ به مصاف فولاد در اهواز رفت و با گل‌های امیرحسین حسین‌زاده و صالح حردانی در برابر تک گل علیرضا کوشکی موفق شد فولاد را شکست دهد و در ساعاتی بعد با شکست پرسپولیس برابر سپاهان در سیرجان قهرمانی استقلال قطعی شد. در هفته بیست و هشتم استقلال درحالیکه که قهرمانی خود را قطعی کرده بود به مصاف آلومینیوم اراک رفت، پیش از شروع مسابقه اراکی‌ها برای استقلال تونل افتخار زدند و این موضوع با تشویق هواداران استقلال همراه شد. این دیدار با وجود چند موقعیت خوب در نیمه دوم برای دو تیم با نتیجه بدون گل مساوی به اتمام رسید. در هفته بیست و نهم استقلال در یک بازی جذاب و دیدنی که موقعیت‌های متعددی را در پی داشت، توانست با درخشش خیره کننده امیرحسین حسین‌زاده، دو بر صفر از سد مس در رفسنجان گذشته و قهرمانی خود را بیش از پیش مقتدرانه‌تر کند. همچنین در آخرین بازی فصل، آبی‌پوشان با وجود ارائه یک بازی قابل قبول به تساوی بدون گل در مصاف با نفت مسجدسلیمان رضایت دادند.

### جام حذفی
استقلال در اولین بازی این جام، در قالب مرحله یک شانزدهم نهایی به مصاف نود ارومیه رفت. فرهاد مجیدی، در این مسابقه به بخش بزرگی از بازیکنان اصلی خود استراحت داده بود. به همین دلیل این دیدار برای آبی پوشان گره خورد و در وقت‌های قانونی نتیجه ۱–۱ رقم خورد. گل استقلال را رمضانی به ثمر رساند و در ضربات پنالتی استقلال به پیروزی رسید. در مرحله بعد، استقلال طی یک بازی سخت با گل مطهری پیکان را شکست داد. در مرحله یک چهارم نهایی جام حذفی استقلال در حضور هوادارانش به مصاف نساجی رفت. استقلال بارها و بارها موقعیت داشت تا دروازه نساجی را باز کند اما با بی دقتی بازیکنان استقلال این فرصت‌ها یکی پس از دیگری از دست رفت تا در پایان ۱۲۰ دقیقه دو تیم به تساوی بدون گل رضایت بدهند و بازی به ضربات پنالتی کشید. بازیکنان دو تیم همه پنالتی‌ها را گل کردند تا نوبت به امانوف بازیکن ازبکستانی استقلال رسید و او ضربه پنالتی اش را خراب کرد. بعد از او نظری ضربه اش را گل کرد تا نساجی جلو بیفتد و پنالتی پنجم را بازیکنان دو تیم گل کردند تا نساجی موفق شود استقلال را در ضربات پنالتی شکست بدهد و به مرحله نیمه نهایی برسد. (استقلال به سرمربی‌گری ریکاردو ساپینتو و کاپیتانی سید حسین حسینی و نساجی به سرمربی‌گری حمید مطهری سرانجام برای دیدار سوپرکاپ مقابل یکدیگر به میدان رفتند و بازی با تک‌گل امیر ارسلان مطهری و برد استقلال به پایان رسید و استقلال قهرمان سوپرجام فوتبال ایران شد. این قهرمانی از این حیث برای استقلال حائز اهمیت بود که تنها جامی بود که جای آن در ویترین افتخارات استقلال خالی بود.

## سوپر جام
مسابقات سوپر جام فوتبال ایران ۱۴۰۱ در تاریخ یازدهم آبان ۱۴۰۱ بین استقلال تهران قهرمان لیگ به سرمربی‌گری ریکاردو ساپینتو و کاپیتانی سید حسین حسینی و نساجی مازندران قهرمان جام حذفی به سرمربی‌گری حمید مطهری به میزبانی شهر کرمان برگزار شد و بازی با تک‌گل امیرارسلان مطهری و در شرایطی که بازیکنان استقلال بازی تماشایی برجای گذاشتند، اما درخشش علیرضا حقیقی مانع از پررنگ‌تر شدن پیروزی استقلال شد، به پایان رسید و استقلال قهرمان سوپرجام فوتبال ایران شد. این قهرمانی از این حیث برای استقلال حائز اهمیت بود که تنها جامی بود که جای آن در ویترین افتخارات استقلال تهران خالی بود و در نهایت آبی‌پوشان پایتخت، اولین سوپرجام تاریخ خود را کسب کردند و درپایان استقلال با شکست نساجی به مقام قهرمانی رسید. سوپر جام آخرین رقابت در فصل ۰۱ _۱۴۰۰ بود. استقلال تهران با کسب دو جام فصل موفقی را پشت سر گذاشت؛ اما جشن قهرمانی استقلال به دلیل شرایط روحی-روانی مردم کشور ایران در اعتراضات ۱۴۰۱ ایران به ساده‌ترین شکل ممکن برگزار شد و کاپیتان استقلال و بازیکنان به احترام مهسا امینی و جوانان آزادی‌طلب تحت هیچ شرایطی حاضر به برگزاری جشن قهرمانی نشدند. این شیوه برگزاری جشن قهرمانی توسط بازیکنان استقلال باعث شد تا بسیاری از چهره‌های ورزشی از جمله فرهاد مجیدی، علی کریمی، یحیی گل‌محمدی، سروش رفیعی، شاهرخ بیانی و… از آنها حمایت کنند و صدا و سیما جمهوری اسلامی تصاویر را سانسور کند. بازیکنان استقلال قهرمانی را به میلاد زارع - هوادار استقلال و جوان آزادی‌طلب - تقدیم کردند. سیاوش یزدانی، در پست اینستاگرامی خود این جام را جام تلخ نام نهاد و قهرمانی را به زنان و دختران ایرانی تقدیم کرد. همچنین پس از این حرکت از سوی بازیکنان استقلال در پی قهرمانی سوپرجام توسط مردم ایران جام شرافت نام گرفت و حرکات بعدی از جمله عدم برگزاری جشن قهرمانی جهان را توسط ملی‌پوشان فوتبال ساحلی ایران رقم زد.

## بازیکنان و کادر مربیگری

### لیست بازیکنان اصلی تیم
بروزرسانی در ۱۶ اسفند ۱۴۰۰
|  | در طول فصل باشگاه را ترک کرد |

| شماره       | نام               | ملیت     | سن | تیم قبلی         | یادداشت                         |
| ----------- | ----------------- | -------- | -- | ---------------- | ------------------------------- |
| دروازه‌بانان |                   |          |    |                  |                                 |
| ۱           | سید حسین حسینی    | ایران    | ۲۹ | امید استقلال     | کاپیتان دوم                     |
| ۹۸          | علیرضا رضایی      | ایران    | ۲۲ | پیکان            | زیر ۲۳ سال                      |
| مدافعان     |                   |          |    |                  |                                 |
| ۲           | صالح حردانی       | ایران    | ۲۳ | فولاد خوزستان    | زیر ۲۴ سال                      |
| ۳           | محمدحسین مرادمند  | ایران    | ۲۸ | شهر خودرو        |                                 |
| ۴           | سیاوش یزدانی      | ایران    | ۲۹ | سپاهان           |                                 |
| ۵           | عارف غلامی        | ایران    | ۲۴ | فولاد خوزستان    |                                 |
| ۲۱          | وریا غفوری        | ایران    | ۳۴ | سپاهان           |                                 |
| ۲۷          | متین کریم‌زاده     | ایران    | ۲۳ | پارس جنوبی جم    | جداشده به صورت قرضی             |
| ۳۳          | عارف آقاسی        | ایران    | ۲۴ | فولاد خوزستان    |                                 |
| ۵۶          | رافائل سیلوا      | برزیل    | ۲۹ | الفیصلی عربستان  |                                 |
| ۵۹          | ابوالفضل جلالی    | ایران    | ۲۳ | سایپا            |                                 |
| ۷۰          | محمد دانشگر       | ایران    | ۲۷ | سایپا            | کاپیتان چهارم                   |
| هافبک‌ها     |                   |          |    |                  |                                 |
| ۶           | روزبه چشمی        | ایران    | ۲۸ | ام صلال          | کاپیتان سوم                     |
| ۷           | آرش رضاوند        | ایران    | ۲۸ | سایپا            | جداشده به صورت قرضی             |
| ۸           | سعید مهری         | ایران    | ۲۶ | تراکتور          |                                 |
| ۹           | مهدی مهدی‌پور      | ایران    | ۲۷ | ذوب آهن          |                                 |
| ۱۱          | کوین یامگا        | فرانسه   | ۲۵ | وایله            |                                 |
| ۱۴          | زبیر نیک‌نفس       | ایران    | ۲۸ | فولاد خوزستان    |                                 |
| ۱۷          | جعفر سلمانی       | ایران    | ۲۴ | پورتیموننزه      | زیر ۲۵ سال                      |
| ۲۲          | بابک مرادی        | ایران    | ۲۸ | ماشین‌سازی        |                                 |
| ۲۹          | امیرعلی صادقی     | ایران    | ۲۰ | سایپا            | زیر ۲۱ سال                      |
| ۳۰          | عزیزبک امانوف     | ازبکستان | ۲۴ | لوکوموتیو تاشکند |                                 |
| ۴۲          | فردین رابط        | ایران    | ۲۰ | امید استقلال     | زیر ۲۱ سال، جداشده به صورت قرضی |
| ۷۷          | رضا آذری          | ایران    | ۲۳ | امید استقلال     | زیر ۲۳ سال                      |
| ۷۹          | سبحان خاقانی      | ایران    | ۲۱ | تراکتور          | زیر ۲۳ سال                      |
| ۹۹          | امیرحسین حسین‌زاده | ایران    | ۲۱ | سایپا            | زیر ۲۳ سال                      |
| مهاجمان     |                   |          |    |                  |                                 |
| ۱۰          | امین قاسمی‌نژاد    | ایران    | ۳۵ | پدیده            |                                 |
| ۱۶          | محمدرضا آزادی     | ایران    | ۲۲ | پانتولیکوس       | زیر ۲۳ سال                      |
| ۲۳          | آرمان رمضانی      | ایران    | ۲۹ | پرسپولیس         |                                 |
| ۳۹          | رودی ژستد         | بنین     | ۳۳ | پانتولیکوس       |                                 |
| ۷۲          | امیرارسلان مطهری  | ایران    | ۲۸ | ذوب آهن          |                                 |

### بازیکنان امید[۱۵]
- این بازیکنان در لیست بازیکنان استقلال قرار ندارند و فقط در صورت نیاز کادرفنی، در تمرینات و بازی‌های تیم شرکت می‌کنند.

| شماره | پست       | نام               | سن | در تیم       |
| ----- | --------- | ----------------- | -- | ------------ |
| ۹۰    | دروازه‌بان | سینا سعیدی فر     | ۲۰ | امید استقلال |
| ۴۴    | مدافع     | محمد جواد به‌آفرین | ۲۲ | امید استقلال |

### بازیکنان خارجی
| شماره | پست   | نام           | سن | از تیم           | نوع انتقال | تاریخ عضویت |
| ----- | ----- | ------------- | -- | ---------------- | ---------- | ----------- |
| ۱۱    | هافبک | کوین یامگا    | ۲۵ | وایله            | دائم       | ۲۰۲۱        |
| ۳۹    | مهاجم | رودی ژستد     | ۳۳ | پانتولیکوس       | دائم       | ۲۰۲۱        |
| ۳۰    | هافبک | عزیزبک امانوف | ۲۴ | لوکوموتیو تاشکند | دائم       | ۲۰۲۲        |
| ۵۵    | مدافع | رافائل سیلوا  | ۲۹ | الفیصلی عربستان  | دائم       | ۲۰۲۲        |

### کادر فنی
| پست              | نام                     |
| ---------------- | ----------------------- |
| سرمربی           | فرهاد مجیدی             |
| مربیان           | صالح مصطفوی فرزاد مجیدی |
| مشاور            | گابریله پین             |
| مربی دروازه‌بان‌ها | بهزاد غلامپور           |
| مربی بدنساز      | بهزاد نوشادی            |
| آنالیزور         | امیر مرتضایی            |
| پزشک             | علی‌آبادی                |
| سرپرست           | بیژن طاهری              |
| مدیر رسانه‌ای     | محمد نوری فر            |
| ماساژور          | پدرام حشمتی             |

## نقل و انتقالات
استقلال با توجه به خروج مهره‌هایش در ابتدای فصل و قبل از مصاف با الهلال عربستان در لیگ قهرمانان آسیا ۲۰۲۱ بازیکنان جدیدی را به خدمت گرفت. اولین خریدهای این تیم شامل امیرحسین حسین‌زاده و زبیر نیک‌نفس بود. در روز بعد، عارف آقاسی، محمدرضا آزادی و علیرضا رضایی به جمع آبی پوشان پیوستند. پس چند روز وقفه، امین قاسمی نژاد با حمایت هواداران و تشویق فرزاد مجیدی، شاگرد فرهاد مجیدی شد. پس از چهار روز، آخرین خریدهای استقلال قبل از مصاف با الهلال، شامل جعفر سلمانی و ابوالفضل جلالی انجام شد. در ابتدای فصل نیز امیرعلی صادقی روزبه چشمی به استقلال پیوستند و آبی‌ها پس از چند روز پرونده خریدهای خارجی خود که با نظر گابریله پین جذب شدند را همچون کوین یامگا و رودی ژستد را به اتمام رساند. همچنین فردین رابط، رضا آذری و محمد جواد به‌آفرین با پایان قراردادهای قرضی به تیم بازگشتند.
در نقل و انتقالات زمستانی، استقلال ابتدا با صالح حردانی به توافق رسید و سپس با عزیزبک امانوف قرارداد امضاء کرد. با خروج سیاوش یزدانی و محمدحسین مرادمند به دلایل سربازی، رافائل سیلوا به صورت آزاد نیز به جمع آبی پوشان اضافه شد.
| شماره | پست       | نام               | سن | از تیم           | مدت قرارداد | نوع انتقال | تاریخ         |
| ----- | --------- | ----------------- | -- | ---------------- | ----------- | ---------- | ------------- |
| ورودی |           |                   |    |                  |             |            |               |
| ۴۲    | هافبک     | فردین رابط        | ۲۰ | نفت مسجد سلیمان  | ۴ سال       | پایان قرض  | ۲۵ مرداد ۱۴۰۰ |
| ۴۴    | مدافع     | محمد جواد به‌آفرین | ۲۲ | چوکا تالش        | ۴ سال       | پایان قرض  | ۲۵ مرداد ۱۴۰۰ |
| ۷۷    | هافبک     | رضا آذری          | ۲۳ | ماشین‌سازی        | ۲ سال       | پایان قرض  | ۲۵ مرداد ۱۴۰۰ |
| ۹۹    | هافبک     | امیرحسین حسین‌زاده | ۲۱ | سایپا            | ۲ سال       | دائم       | ۳۰ مرداد ۱۴۰۰ |
| ۱۴    | هافبک     | زبیر نیک‌نفس       | ۲۸ | فولاد خوزستان    | ۲ سال       | دائم       | ۳۰ مرداد ۱۴۰۰ |
| ۳۳    | مدافع     | عارف آقاسی        | ۲۵ | فولاد خوزستان    | ۲ سال       | دائم       | ۳۱ مرداد ۱۴۰۰ |
| ۹۸    | دروازه‌بان | علیرضا رضایی      | ۲۲ | پیکان            | ۲ سال       | دائم       | ۳۱ مرداد ۱۴۰۰ |
| ۱۶    | مهاجم     | محمدرضا آزادی     | ۲۲ | پانتولیکوس       | ۲ سال       | دائم       | ۳۱ مرداد ۱۴۰۰ |
| ۱۰    | مهاجم     | امین قاسمی‌نژاد    | ۳۵ | پدیده            | ۲ سال       | دائم       | ۴ شهریور ۱۴۰۰ |
| ۱۷    | هافبک     | جعفر سلمانی       | ۲۴ | پورتیموننزه      | ۲ سال       | دائم       | ۸ شهریور ۱۴۰۰ |
| ۵۹    | مدافع     | ابوالفضل جلالی    | ۲۳ | سایپا            | ۲ سال       | دائم       | ۸ شهریور ۱۴۰۰ |
| ۲۹    | هافبک     | امیرعلی صادقی     | ۲۰ | سایپا            | ۳ سال       | دائم       | ۷ مهر ۱۴۰۰    |
| ۶     | هافبک     | روزبه چشمی        | ۲۸ | ام صلال          | ۱ سال       | دائم       | ۱۸ مهر ۱۴۰۰   |
| ۱۱    | هافبک     | کوین یامگا        | ۲۵ | وایله            | ۲ سال       | دائم       | ۲۳ مهر ۱۴۰۰   |
| ۳۹    | مهاجم     | رودی ژستد         | ۳۳ | پانتولیکوس       | ۲ سال       | دائم       | ۸ آبان ۱۴۰۰   |
| ۲     | مدافع     | صالح حردانی       | ۲۳ | فولاد            | ۲٫۵ سال     | دائم       | ۱۵ بهمن ۱۴۰۰  |
| ۳۰    | هافبک     | عزیزبک امانوف     | ۲۴ | لوکوموتیو تاشکند | ۲٫۵ سال     | دائم       | ۱۸ بهمن ۱۴۰۰  |
| ۵۵    | مدافع     | رافائل سیلوا      | ۲۹ | الفیصلی عربستان  | نیم فصل     | آزاد       | ۱۷ اسفند ۱۴۰۰ |

استقلال در ابتدای فصل با خروج بسیاری از مهره‌های اصلی خود، مواجه شد. در فصل پیش و در ۳ مرداد و پس از بازی استقلال و نساجی، احمد مددی مدیرعامل وقت باشگاه، اعلام کرد که شیخ دیاباته و هروویه میلیچ دو خارجی استقلال از تیم جدا می‌شوند. پس از پایان بازی استقلال و فولاد محمد نادری نیز با پایان قرارداد از استقلال جدا شد و به آلتای اسپور ترکیه پیوست. سپس برخی از بازیکنان همچون داریوش شجاعیان و فرشید اسماعیلی با پایان قرارداد و با توجه به عملکرد بد آنها قراردادهایشان تمدید نشد و از استقلال جدا شدند. مهدی قایدی بهترین بازیکن استقلال در فصل گذشته با نظر احمد مددی به قیمت ۱/۶ میلیون دلار به شباب‌الاهلی فروخته شد. مسعود ریگی نیز با پایان قرارداد از تیم جدا شد و به سپاهان پیوست. در ابتدای فصل چندین بازیکن همچون سجاد آقایی، محمد بلبلی، محمد حسین فلاح و سید احمد موسوی با نظر فرهاد مجیدی نیز دریافت رضایت نامه از تیم جدا شدند و برخی همچون خدامرادی، داجلیری و سینا خادم‌پور با انتقالی قرضی به تیم‌های دیگر پیوستند.
| شماره | پست       | نام               | سن | به تیم          | نوع انتقال | تاریخ         |
| ----- | --------- | ----------------- | -- | --------------- | ---------- | ------------- |
| خروجی |           |                   |    |                 |            |               |
| ۷     | مهاجم     | شیخ دیاباته       | ۳۳ | الغرافه         | دائم       | ۳ مرداد ۱۴۰۰  |
| ۳۳    | هافبک     | هروویه میلیچ      | ۳۲ | –               | دائم       | ۳ مرداد ۱۴۰۰  |
| ۲     | مدافع     | محمد نادری        | ۲۵ | آلتای اسپور     | دائم       | ۲۲ مرداد ۱۴۰۰ |
| ۵۵    | مهاجم     | عرفان گل‌محمدی     | ۲۴ | نساجی           | دائم       | ۲۵ مرداد ۱۴۰۰ |
| ۱۰    | مهاجم     | مهدی قایدی        | ۲۳ | شباب‌الاهلی      | دائم       | ۱ شهریور ۱۴۰۰ |
| ۶     | هافبک     | مسعود ریگی        | ۳۰ | سپاهان          | دائم       | ۵ شهریور ۱۴۰۰ |
| ۴۱    | مدافع     | آرش داجلیری       | ۲۲ | هوادار          | قرضی       | ۷ مهر ۱۴۰۰    |
| ۷۱    | مهاجم     | محمد حسین فلاح    | ۲۱ | پیکان           | دائم       | ۷ مهر ۱۴۰۰    |
| ۸۰    | مهاجم     | محمد بلبلی        | ۲۳ | نفت مسجد سلیمان | دائم       | ۱۴ مهر ۱۴۰۰   |
| ۸     | هافبک     | فرشید اسماعیلی    | ۲۷ | العربی          | دائم       | ۱۴ مهر ۱۴۰۰   |
| ۹۹    | مهاجم     | سجاد آقایی        | ۲۲ | آلومینیوم       | دائم       | ۱۸ مهر ۱۴۰۰   |
| ۱۵    | مدافع     | سینا خادم‌پور      | ۲۵ | نفت مسجد سلیمان | قرضی       | ۲۴ مهر ۱۴۰۰   |
| ۴۰    | هافبک     | امیرحسین خدامرادی | ۲۱ | هوادار          | قرضی       | ۲۹ مهر ۱۴۰۰   |
| ۱۱    | هافبک     | داریوش شجاعیان    | ۲۹ | هوادار          | دائم       | ۱۱ آبان ۱۴۰۰  |
| ۲۰    | مدافع     | سید احمد موسوی    | ۲۸ | گل گهر          | دائم       | ۱۶ آبان ۱۴۰۰  |
| ۴۲    | مهاجم     | فردین رابط        | ۲۰ | شهر خودرو       | قرضی       | ۱۱ بهمن ۱۴۰۰  |
| ۷     | هافبک     | آرش رضاوند        | ۲۸ | فولاد           | قرضی       | ۱۵ بهمن ۱۴۰۰  |
| ۳۳    | مدافع     | عارف آقاسی        | ۲۵ | فولاد           | دائم       | ۱۵ بهمن ۱۴۰۰  |
| ۱۲    | دروازه‌بان | محمدرشید مظاهری   | ۳۲ | سپاهان          | دائم       | ۱۶ بهمن ۱۴۰۰  |

| شماره | پست       | نام              | سن | مدت تمدید | پایان قرارداد | تاریخ          |
| ----- | --------- | ---------------- | -- | --------- | ------------- | -------------- |
| تمدید |           |                  |    |           |               |                |
| ۷     | هافبک     | آرش رضاوند       | ۲۸ | ۲ فصل     | ۱۴۰۲          | ۳۱ مرداد ۱۴۰۰  |
| ۴     | مدافع     | سیاوش یزدانی     | ۲۹ | ۲ فصل     | ۱۴۰۲          | ۳۱ مرداد ۱۴۰۰  |
| ۱     | دروازه‌بان | سید حسین حسینی   | ۲۹ | ۲ فصل     | ۱۴۰۲          | ۱ شهریور ۱۴۰۰  |
| ۷۰    | مدافع     | محمد دانشگر      | ۲۷ | ۱ فصل     | ۱۴۰۱          | ۸ شهریور ۱۴۰۰  |
| ۷۲    | مهاجم     | امیرارسلان مطهری | ۲۸ | ۲ فصل     | ۱۴۰۲          | ۱۰ شهریور ۱۴۰۰ |
| ۱۲    | دروازه‌بان | محمدرشید مظاهری  | ۳۲ | ۲ فصل     | ۱۴۰۲          | ۱۴ مهر ۱۴۰۰    |

## بازی‌های دوستانه
برد       مساوی       باخت       برنامه‌ریزی شده

### پیش فصل (لیگ برتر)
| ۱۱ شهریور ۱۴۰۰ دوستانه                                | استقلال                                | ۲–۰   | استقلال (زیر ۲۱ سال) | تهران                              |
| ۱۷:۰۰ IRST (یوتی‌سی ۳:۳۰+)                             | حسین‌زاده ۳' · رمضانی ۱۷' · مطهری '۷۸ · | گزارش |                      | ورزشگاه: مجموعه ورزشی انقلاب تهران |
| یادداشت: این بازی در قالب دو نیمه ۴۰ دقیقه برگزار شد. |                                        |       |                      |                                    |

| ۱۶ شهریور ۱۴۰۰ دوستانه    | رجیونال امارات | ۱–۷   | استقلال ایران                                                                    | دبی، امارات متحد عربی |
| ۲۱:۱۰ IRST (یوتی‌سی ۳:۳۰+) | ؟ ۴۳' ·        | گزارش | ۸' خاقانی · ۳۰'، ۴۵' مرادمند · ۳۸' حسین‌زاده · ۵۱' موسوی · ۸۴' آزادی · ۸۷' رابط · |                       |

| ۱۳ مهر ۱۴۰۰ دوستانه       | استقلال                         | ۲–۱             | خیبر خرم‌آباد | تهران                   |
| ۱۵:۳۰ IRST (یوتی‌سی ۳:۳۰+) | مطهری ۳۸' (پنالتی) · رابط ۹۰' · | خبر ورزشی ایسنا | ۷۰' غریبی    | ورزشگاه: زمین خیریه عمل |

| ۱۷ مهر ۱۴۰۰ دوستانه       | پیکان تهران                     | ۲–۲   | استقلال                  | تهران                        |
| ۱۵:۰۰ IRST (یوتی‌سی ۳:۳۰+) | کوشکی ۳۰' (پنالتی) · فلاح ۷۰' · | گزارش | ۴۳' مطهری · ۷۷' رمضانی · | ورزشگاه: ورزشگاه ایران خودرو |

| ۲۳ مهر ۱۴۰۰ دوستانه | استقلال | ۰–۱           | تیم ملی دانشجویان ایران | تهران                   |
| ۱۴:۰۰               |         | ایسنا ورزش سه | اوسانی ۹۰'              | ورزشگاه: کمپ تیم‌های ملی |

### مسابقات دوستانه میان فصل
| ۲۲ آبان ۱۴۰۰ دوستانه      | استقلال                                                                                   | ۵–۱   | پیشگامان فنون پارس | تهران                   |
| ۱۳:۳۰ IRST (یوتی‌سی ۳:۳۰+) | امین قاسمی نژاد ۲۵' · رودی ژستد ۴۰' · محمد دانشگر ۴۲' · وریا غفوری ۷۰' · آرمان رمضانی ۸۰' | گزارش | بهنام حبیبی ۲۲'    | ورزشگاه: ورزشگاه آرارات |

| ۱۱ فروردین ۱۴۰۱ دوستانه   | استقلال                                                                     | ۶–۰   | استقلال (زیر ۲۳ سال) | تهران |
| ۱۰:۳۰ IRST (یوتی‌سی ۳:۳۰+) | کوین یامگا ۱۸' · آرمان رمضانی ۶۴' ۸۰' · ارسلان مطهری ۷۵' ۸۹' · رضا آذری ۸۵' | گزارش |                      |       |

| ۱ اردیبهشت ۱۴۰۱ دوستانه | استقلال                                                                                             | ۶–۱          | استقلال (زیر ۲۳ سال) | تهران |
|                         | آرمان رمضانی ۱۹' · وریا غفوری ۲۱' ۳۹' · رافائل سیلوا ۲۳' · ارسلان مطهری ۳۷' · رودی ژستد ؟' (پنالتی) | فارس فوتبالی | محمد رضایی ۸'        |       |

| ۵ اردیبهشت ۱۴۰۱ دوستانه | استقلال                                               | ۴–۰   | فجر سپاسی | تهران                    |
| ۱۳:۳۰ IRST              | کوین یامگا ۱۰' (پنالتی)، ۵۸' · امانوف ۷۱' · مطهری ۷۸' | گزارش |           | ورزشگاه: ورزشگاه دستگردی |

| ۹ اردیبهشت ۱۴۰۱ دوستانه   | استقلال          | ۱–۱   | هوادار                       | تهران                    |
| ۱۰:۳۰ IRST (یوتی‌سی ۳:۳۰+) | کوین یامگا ۱۸' · | گزارش | روح‌الله باقری ۵۹' (پنالتی) · | ورزشگاه: ورزشگاه دستگردی |

## مسابقات

### بررسی اجمالی
آخرین به‌روزرسانی در: ۹ خرداد ۱۴۰۱

منبع: رقابت‌ها

### لیگ برتر

#### جدول رده‌بندی
| رتبه | تیم      | بازی | برد | مساوی | باخت | گل زده | گل خورده | گل تفاضل | امتیاز | صعود یا سقوط                         |
| ---- | -------- | ---- | --- | ----- | ---- | ------ | -------- | -------- | ------ | ------------------------------------ |
| ۱    | استقلال  | ۳۰   | ۱۹  | ۱۱    | ۰    | ۳۹     | ۱۰       | ۲۹+      | ۶۸     |                                      |
| ۲    | پرسپولیس | ۳۰   | ۱۸  | ۹     | ۳    | ۴۴     | ۲۱       | ۲۳+      | ۶۳     |                                      |
| ۳    | سپاهان   | ۳۰   | ۱۶  | ۸     | ۶    | ۴۳     | ۲۱       | ۲۲+      | ۵۶     | صعود به مرحله‌گروهی لیگ قهرمانان آسیا |
| ۴    | گل‌گهر    | ۳۰   | ۱۳  | ۱۲    | ۵    | ۳۷     | ۲۸       | ۹+       | ۵۱     |                                      |
| ۵    | فولاد    | ۳۰   | ۱۳  | ۱۰    | ۷    | ۳۰     | ۲۲       | ۸+       | ۴۹     | صعود به مرحله‌گروهی لیگ قهرمانان آسیا |

- نکته: نتایج بازی‌های رودررو پس از انجام تمامی مسابقات در پایان فصل لحاظ می‌شود.
یادداشت:

1. ↑  باشگاه استقلال به دلیل مالیکت مشترک با باشگاه پرسپولیس و همچنین بدهی مالی از مسابقات لیگ قهرمانان آسیا حذف شد.
2. ↑  باشگاه پرسپولیس به دلیل مالیکت مشترک با باشگاه استقلال و همچنین بدهی مالی از مسابقات لیگ قهرمانان آسیا حذف شد.
3. ↑  باشگاه گل‌گهر به دلیل عدم کسب مجوز حرفه ای اجازه حضور در مسابقات آسیایی را ندارد.
4. ↑  باشگاه فولاد به عنوان قهرمان جام حذفی به لیگ قهرمانان آسیا صعود کرد.

#### روند هفته به هفته
| هفته    | ۱ | ۲ | ۳ | ۴ | ۵ | ۶ | ۷ | ۸ | ۹ | ۱۰ | ۱۱ | ۱۲ | ۱۳ | ۱۴ | ۱۵ | ۱۶ | ۱۷ | ۱۸ | ۱۹ | ۲۰ | ۲۱ | ۲۲ | ۲۳ | ۲۴ | ۲۵ | ۲۶ | ۲۷ | ۲۸ | ۲۹ | ۳۰ |
| ------- | - | - | - | - | - | - | - | - | - | -- | -- | -- | -- | -- | -- | -- | -- | -- | -- | -- | -- | -- | -- | -- | -- | -- | -- | -- | -- | -- |
| ورزشگاه | خ | ب | خ | ب | خ | ب | ب | خ | ب | خ  | ب  | خ  | ب  | خ  | ب  | ب  | خ  | ب  | خ  | ب  | خ  | خ  | ب  | خ  | ب  | خ  | ب  | خ  | ب  | خ  |
| دستاورد | پ | پ | پ | م | م | پ | م | م | پ | پ  | پ  | پ  | م  | پ  | پ  | پ  | پ  | پ  | پ  | م  | پ  | پ  | م  | م  | م  | پ  | پ  | م  | پ  | م  |
| جایگاه  | ۴ | ۴ | ۲ | ۱ | ۲ | ۱ | ۲ | ۲ | ۱ | ۱  | ۱  | ۱  | ۱  | ۱  | ۱  | ۱  | ۱  | ۱  | ۱  | ۱  | ۱  | ۱  | ۱  | ۱  | ۱  | ۱  | ۱  | ۱  | ۱  | ۱  |

زمین: ب = بیرون از خانه، خ = داخل خانه. دست‌آورد: پ = پیروزی، ش = شکست، م = مساوی، ع = به تعویق افتاده.

### بازی‌ها
برد       مساوی       باخت       به تعویق افتاد
| تاریخ هفته | میزبان | نتیجه | مهمان | مکان |

| ۲۸ مهر ۱۴۰۰ ۱ | استقلال تهران          | ۱–۰                             | هوادار تهران | تهران                                                    |
| ۱۸:۰۰ IRST (یوتی‌سی ۳:۳۰+) | غفوری '۵۶ · سلمانی ۶۰' | Line up ورزش سه فارس خلاصه بازی | حق‌شناس '۵۴   | ورزشگاه: آزادی تماشاگران: بدون تماشاگر داور: کوپال ناظمی |
| یادداشت: لیست بازیکنان دو تیم برای بازی غفوری ضربه پنالتی استقلال را گل کرد، اما داور مسابقه دستور به تکرار پنالتی داد که در تکرار مسلم حق‌شناس ضربه پنالتی را مهار کرد. خطای پنالتی بر روی مطهری رخ داد. صالح مصطفوی مربی استقلال کارت زرد گرفت. |                        |                                 |              |                                                          |

| ۳ آبان ۱۴۰۰ ۲                                                                                      | ذوب‌آهن اصفهان          | ۰–۲                             | استقلال تهران                 | اصفهان                                                            |
| ۱۸:۰۰ IRST (یوتی‌سی ۳:۳۰+)                                                                          | نورمحمدی '۷۲ قریشی '۸۸ | Line up ورزش سه فارس خلاصه بازی | یامگا ۲۷'، ۵+۹۰' · رضاوند '۳۶ | ورزشگاه: ورزشگاه فولادشهر تماشاگران: بدون تماشاگر داور: حسن اکرمی |
| یادداشت: لیست بازیکنان دو تیم برای بازی محمد قریشی جزء بازیکنان ذخیره ذوب‌آهن بود که کارت زرد گرفت. |                        |                                 |                               |                                                                   |

| ۸ آبان ۱۴۰۰ ۳                                                                | استقلال تهران                                                   | ۱–۰                             | تراکتور تبریز | تهران                                                     |
| ۱۸:۰۰ IRST (یوتی‌سی ۳:۳۰+)                                                    | سلمانی '۹ · مرادمند '۴۳ · مطهری ۵۴' · غفوری '۷۰ '۷۱ · یامگا '۸۴ | Line up ورزش سه فارس خلاصه بازی | ناصری '۲۴     | ورزشگاه: آزادی تماشاگران: بدون تماشاگر داور: سیدرضا مهدوی |
| یادداشت: لیست بازیکنان دو تیم برای بازی خطای پنالتی بر روی وریا غفوری رخ داد |                                                                 |                                 |               |                                                           |

| ۱۴ آبان ۱۴۰۰ ۴ | فجرسپاسی شیراز                              | ۱–۱                             | استقلال تهران                                     | شیراز                                                        |
| ۱۶:۰۰ IRST (یوتی‌سی ۳:۳۰+) | نعمتی '۵۷ · معصومی '۷۴ · قربانی ۵+۹۰' '۶+۹۰ | Line up ورزش سه فارس خلاصه بازی | یامگا ۶۰' (پنالتی) '۶۲ · دانشگر '۶۴ · مرادمند '۸۷ | ورزشگاه: حافظیه تماشاگران: بدون تماشاگر داور: مرتضی منصوریان |
| یادداشت: فرهاد مجیدی سرمربی تیم استقلال در دقیقه ۳+۴۵ کارت زرد گرفت. اصغر کلانتری سرمربی تیم فجرسپاسی کارت زرد گرفت. خطای پنالتی بر روی محمد دانشگر رخ داد. |                                             |                                 |                                                   |                                                              |

| ۲۸ آبان ۱۴۰۰ ۵                          | استقلال تهران                   | ۰–۰                             | نساجی مازندران | تهران                                              |
| ۱۸:۰۰ IRST (یوتی‌سی ۳:۳۰+)               | مرادمند '۲۰ دانشگر '۳۸ ژستد '۴۹ | Line up ورزش سه فارس خلاصه بازی | شیری '۵۷       | ورزشگاه: آزادی تماشاگران: ۵٬۰۰۰ داور: علیرضا فغانی |
| یادداشت: لیست بازیکنان دو تیم برای بازی |                                 |                                 |                |                                                    |

| ۳ آذر ۱۴۰۰ ۶ | گل‌گهر سیرجان           | ۰(۰)–(۳)۰                       | استقلال تهران | سیرجان                                                        |
| ۱۶:۰۰ IRST (یوتی‌سی ۳:۳۰+) | علیزاده '۴۳ زکی‌پور '۴۸ | Line up ورزش سه فارس خلاصه بازی |               | ورزشگاه: شهید سلیمانی تماشاگران: بدون تماشاگر داور: علی صفایی |
| یادداشت: لیست بازیکنان دو تیم برای بازی ابتدا مسابقه در تاریخ مذکور با تساوی بدون گل به پایان رسید. اما در تاریخ ۲۵ آذر و با شکایت باشگاه استقلال، به دلیل استفادهٔ غیرقانونی تیم گل‌گهر سیرجان از اریک باگناما با رای فدراسیون فوتبال ایران، نتیجهٔ بازی ۰–۳ به نفع استقلال شد. نتیجه بازی گل گهر با تیمهای سپاهان و پیکان نیز سه بر صر به سود حریفان اعلام شد. |                        |                                 |               |                                                               |

| ۸ آذر ۱۴۰۰ ۷                            | صنعت نفت آبادان                            | ۱–۱                             | استقلال تهران | آبادان                                                      |
| ۱۶:۰۰ IRST (یوتی‌سی ۳:۳۰+)               | مهدی حنفی ۸' · بختیاری '۶۵ · شریعت‌زاده '۸۴ | Line up ورزش سه فارس خلاصه بازی | حسین‌زاده ۳۹'  | ورزشگاه: تختی تماشاگران: بدون تماشاگر داور: محمدرضا اکبریان |
| یادداشت: لیست بازیکنان دو تیم برای بازی |                                            |                                 |               |                                                             |

| ۱۳ آذر ۱۴۰۰ ۸ | استقلال تهران                      | ۰–۰                             | پرسپولیس تهران                                    | تهران                                                       |
| ۱۶:۱۵ IRST (یوتی‌سی ۳:۳۰+) | یامگا '۶۸ رضاوند '۷۷ مرادمند '۳+۹۰ | Line up ورزش سه فارس خلاصه بازی | کامیابی نیا '۲۴ ترابی '۶۳ عالیشاه '۷۲ آقایی '۲+۹۰ | ورزشگاه: آزادی تماشاگران: بدون تماشاگر داور: موعود بنیادی‌فر |
| یادداشت: لیست بازیکنان دو تیم برای بازیاز کادر فنی استقلال فرهاد مجیدی، فرزاد مجیدی و بهزاد غلامپور کارت زرد گرفتند. از کادر فنی پرسپولیس یحیی گل‌محمدی کارت زرد گرفت. |                                    |                                 |                                                   |                                                             |

| ۱۸ آذر ۱۴۰۰ ۹                           | پیکان تهران            | ۰–۳                             | استقلال تهران                                                   | تهران                                                     |
| ۱۶:۰۰ IRST (یوتی‌سی ۳:۳۰+)               | نوروزی‌فرد '۷ آزاده '۳۸ | Line up ورزش سه فارس خلاصه بازی | یزدانی ۳۱' · حسین‌زاده '۳۶ · سلمانی '۷۱ · دانشگر ۷۴' · مطهری ۸۵' | ورزشگاه: دستگردی تماشاگران: بدون تماشاگر داور: پیام حیدری |
| یادداشت: لیست بازیکنان دو تیم برای بازی |                        |                                 |                                                                 |                                                           |

| ۲۳ آذر ۱۴۰۰ ۱۰                          | استقلال تهران                         | ۱–۰                             | سپاهان اصفهان | تهران                                                   |
| ۱۶:۰۰ IRST (یوتی‌سی ۳:۳۰+)               | سلمانی ۳۵' · یزدانی '۶۲ · مرادمند '۶۳ | Line up ورزش سه فارس خلاصه بازی | ولسیانی '۷۵   | ورزشگاه: آزادی تماشاگران: بدون تماشاگر داور: بیژن حیدری |
| یادداشت: لیست بازیکنان دو تیم برای بازی |                                       |                                 |               |                                                         |

| ۳ دی ۱۴۰۰ ۱۱                                                                                             | پدیده شهرخودرو                                | ۰–۳                             | استقلال تهران                                                             | مشهد                                                                 |
| ۱۵:۰۰ IRST (یوتی‌سی ۳:۳۰+)                                                                                | طاهران '۲۵ · زائر کاظمینی '۷۰ '۸۶ · شریفی '۷۹ | Line up ورزش سه فارس خلاصه بازی | سلمانی ۱۲' · ژستد ۲۳' · آقاسی '۳۶ · رمضانی ۴۴' · یزدانی '۵۷ · مرادمند '۸۱ | ورزشگاه: ورزشگاه ثامن‌الائمه تماشاگران: بدون تماشاگر داور: میثم حیدری |
| یادداشت: لیست بازیکنان دو تیم برای بازیداوود سیدعباسی سرمربی تیم پدیده در دقیقه ۷۱ از کنار زمین اخراج شد |                                               |                                 |                                                                           |                                                                      |

| ۸ دی ۱۴۰۰ ۱۲                            | استقلال تهران                                           | ۱–۰                             | فولاد خوزستان                           | تهران                                                       |
| ۱۷:۰۰ IRST (یوتی‌سی ۳:۳۰+)               | مهدی پور ۵۸' '۶۹ · نیک‌نفس '۶۲ · آقاسی '۷۲ · مرادمند '۷۷ | Line up ورزش سه فارس خلاصه بازی | پریرا '۴۴ · شاه عباسی '۸۴ · موسوی '۲+۹۰ | ورزشگاه: آزادی تماشاگران: بدون تماشاگر داور: امیر عرب براقی |
| یادداشت: لیست بازیکنان دو تیم برای بازی |                                                         |                                 |                                         |                                                             |

| ۱۳ دی ۱۴۰۰ ۱۳ | آلومینیوم اراک                                         | ۱–۱                             | استقلال تهران                                                                                  | اراک                                                            |
| ۱۵:۰۰ IRST (یوتی‌سی ۳:۳۰+) | پورحمیدی '۱۵ · شریفات '۶۷ · محمدزاده '۷۰ · مجیدی ۲+۹۰' | Line up ورزش سه فارس خلاصه بازی | یامگا ۱۸' (پنالتی) · نیک‌نفس '۲۸ · دانشگر '۳۳ · حسین‌زاده '۵۸ · حسینی '۶۲ · ژستد '۷۰ · آقاسی '۷۶ | ورزشگاه: امام خمینی تماشاگران: بدون تماشاگر داور: اشکان خورشیدی |
| یادداشت: لیست بازیکنان دو تیم برای بازیپنالتی به دلیل خطای هند اسماعیل شریفات بازیکن تیم آلومینیوم اراک اعلام شد. محمود خرمزی، مربی آلومینیوم به دلیل اعتراض به داور در دقیقه ۵۲ کارت زرد گرفت. |                                                        |                                 |                                                                                                |                                                                 |

| ۱۸ دی ۱۴۰۰ ۱۴ | استقلال تهران                                                                                              | ۳–۲                             | مس رفسنجان                        | تهران                                                         |
| ۱۷:۰۰ IRST (یوتی‌سی ۳:۳۰+) | یامگا ۹' (پنالتی)، ۶۱' (پنالتی) · مرادمند '۳۲ · قاسمی‌نژاد ۸۷' · چشمی '۱+۹۰ · مهدی پور '۳+۹۰ · دانشگر '۴+۹۰ | Line up ورزش سه فارس خلاصه بازی | منشا ۳۵' (پنالتی) · سلیمانی ۲+۹۰' | ورزشگاه: آزادی تماشاگران: بدون تماشاگر داور: محمدحسین ترابیان |
| یادداشت: لیست بازیکنان دو تیم برای بازیپنالتی اول به خاطر خطا بر روی کوین یامگا اعلام شد. پنالتی دوم به خاطر خطا بر روی رودی ژستد اعلام شد | |                                 |                                   |                                                               |

| ۲۳ دی ۱۴۰۰ ۱۵                           | نفت مسجدسلیمان                            | ۰–۳                             | استقلال تهران                       | مسجدسلیمان                                                      |
| ۱۵:۳۰ IRST (یوتی‌سی ۳:۳۰+)               | مجدمی '۴۲ بلبلی '۵۲ باقری '۶۰ خادم‌پور '۷۱ | Line up ورزش سه فارس خلاصه بازی | حسین‌زاده ۱۶'، ۵۱' · یامگا '۲+۴۵ ۵۸' | ورزشگاه: بهنام محمدی تماشاگران: بدون تماشاگر داور: حمید حاج ملک |
| یادداشت: لیست بازیکنان دو تیم برای بازی |                                           |                                 |                                     |                                                                 |

| ۱۵ بهمن ۱۴۰۰ ۱۶ | هوادار تهران                         | ۱–۲                             | استقلال تهران                                               | کرج                                                         |
| ۱۷:۰۰ IRST (یوتی‌سی ۳:۳۰+) | شجاعیان '۹ · محمدی ۳۹' · عباسیان '۴۶ | Line up ورزش سه فارس خلاصه بازی | ژستد ۱۰' (پنالتی) · نیک‌نفس '۱۴ · یزدانی '۶۸ '۸۸ · مطهری ۸۴' | ورزشگاه: انقلاب تماشاگران: بدون تماشاگر داور: علی‌اصغر مؤمنی |
| یادداشت: لیست بازیکنان دو تیم برای بازی این بازی قرار بود در تاریخ ۲ بهمن برگزار شود ولی به دلیل کرونایی شدن تعدادی از بازیکنان تیم استقلال لغو گردید. فارس پنالتی به خاطر خطا بر روی امین قاسمی‌نژاد اعلام شد. غلامرضا عنایتی سرمربی تیم هوادار در دقیقه ۱۶ از داور اخطار گرفت. حسن رجب‌زاده مربی تیم هوادار در دقیقه ۸۹ با کارت قرمز از کنار زمین اخراج شد |                                      |                                 |                                                             |                                                             |

| ۲۴ بهمن ۱۴۰۰ ۱۷ | استقلال تهران                                   | ۱–۰                             | ذوب‌آهن اصفهان | تهران                                                   |
| ۱۹:۰۰ IRST (یوتی‌سی ۳:۳۰+) | یامگا ۵۴' · نیک‌نفس '۶۱ · حسینی '۶۵ · دانشگر '۷۲ | Line up ورزش سه فارس خلاصه بازی | نورمحمدی '۳۶  | ورزشگاه: آزادی تماشاگران: بدون تماشاگر داور: وحید کاظمی |
| یادداشت: لیست بازیکنان دو تیم برای بازی فرهاد مجیدی سرمربی استقلال در دقیقه ۷۲ کارت زرد گرفت. مهدی تارتار سرمربی ذوب‌آهن از داور کارت زرد گرفت. |                                                 |                                 |               |                                                         |

| ۲۹ بهمن ۱۴۰۰ ۱۸                         | تراکتور تبریز       | ۰–۱                             | استقلال تهران           | تبریز                                                              |
| ۱۷:۳۰ IRST (یوتی‌سی ۳:۳۰+)               | ثاقبی '۴۵ محمدی '۶۴ | Line up ورزش سه فارس خلاصه بازی | حسین‌زاده ۷۱' · مهری '۸۷ | ورزشگاه: قاسم سلیمانی تماشاگران: بدون تماشاگر داور: موعود بنیادی‌فر |
| یادداشت: لیست بازیکنان دو تیم برای بازی |                     |                                 |                         |                                                                    |

| ۴ اسفند ۱۴۰۰ ۱۹ | استقلال تهران                    | ۱–۰                             | فجرسپاسی شیراز                   | تهران                                                 |
| ۱۹:۰۰ IRST (یوتی‌سی ۳:۳۰+) | چشمی '۳۵ · ژستد '۴۳ · سلمانی ۵۴' | Line up ورزش سه فارس خلاصه بازی | کردستانی '۳۷ علیاری '۶۷ دانا '۷۵ | ورزشگاه: آزادی تماشاگران: بدون تماشاگر داور: رضا عادل |
| یادداشت: لیست بازیکنان دو تیم برای بازی بهزاد غلامپور مربی تیم استقلال در دقیقه ۲۲ اخطار گرفت. فرزاد مجیدی مربی تیم استقلال در دقیقه؟ اخطار گرفت |                                  |                                 |                                  |                                                       |

| ۹ اسفند ۱۴۰۰ ۲۰                         | نساجی مازندران         | ۰–۰                             | استقلال تهران | مشهد                                                      |
| ۱۷:۰۰ IRST (یوتی‌سی ۳:۳۰+)               | کریم‌زاده '۲۳ شجاعی '۳۳ | Line up ورزش سه فارس خلاصه بازی |               | ورزشگاه: امام رضا تماشاگران: بدون تماشاگر داور: علی صفایی |
| یادداشت: لیست بازیکنان دو تیم برای بازی |                        |                                 |               |                                                           |

| ۱۵ اسفند ۱۴۰۰ ۲۱ | استقلال تهران                                                              | ۲–۱                             | گل‌گهر سیرجان                                                                 | تهران                                                   |
| ۱۷:۳۰ IRST (یوتی‌سی ۳:۳۰+) | امانوف '۱۵ · چشمی '۱۶ · یامگا '۵+۴۵ · یامگا ۵+۴۵'، ۸۹' (پنالتی) · مهری '۴۹ | Line up ورزش سه فارس خلاصه بازی | علیزاده '۱۶ · صادقی '۴۴ · خانزاده '۴۵ · فروزان '۳+۴۵ · تبریزی ۵۴' · مصلح '۷۸ | ورزشگاه: آزادی تماشاگران: بدون تماشاگر داور: بیژن حیدری |
| یادداشت: لیست بازیکنان دو تیم برای بازی فرهاد مجیدی و فرزاد مجیدی سرمربی و مربی استقلال در دقیقه ۴۵ کارت زرد گرفتند و با دریافت کارت زرد دوم در دقیقه ۸۷ از کنار زمین اخراج شدند. پنالتی اول استقلال به خاطر خطا بر روی کوین یامگا اعلام شد. پنالتی دوم استقلال به خاطر خطای هند پنالتی مدافع گل‌گهر اعلام شد. امیر قلعه‌نویی سرمربی گل‌گهر در دقیقه ۹۰ کارت زرد گرفت. |                                                                            |                                 |                                                                              |                                                         |

| ۲۰ اسفند ۱۴۰۰ ۲۲                        | استقلال تهران | ۱–۰                             | صنعت نفت آبادان | تهران                                                      |
| ۲۰:۰۰ IRST (یوتی‌سی ۳:۳۰+)               | حسین‌زاده ۳۲'  | Line up ورزش سه فارس خلاصه بازی |                 | ورزشگاه: آزادی تماشاگران: بدون تماشاگر داور: اشکان خورشیدی |
| یادداشت: لیست بازیکنان دو تیم برای بازی |               |                                 |                 |                                                            |

| ۲۶ اسفند ۱۴۰۰ ۲۳ | پرسپولیس تهران                                                 | ۱–۱                                 | استقلال تهران                       | تهران                                                  |
| ۱۷:۳۰ IRST (یوتی‌سی ۳:۳۰+) | تمیروف '۱۵ · فرجی '۲۱ · ع. نعمتی ۴۰' · آقایی '۶۶ · رضائیان '۶۸ | Line up ورزش سه خبرورزشی خلاصه بازی | ژستد ۸۱' · نیک‌نفس '۸۷ · حسینی '۳+۹۰ | ورزشگاه: آزادی تماشاگران: ۲۰٬۰۰۰ داور: سید مهدی سیدعلی |
| یادداشت: لیست بازیکنان دو تیم برای بازییحیی گل‌محمدی سرمربی پرسپولیس در دقیقه ۸۲ با دریافت کارت قرمز از کنار زمین اخراج شد. حمید مطهری مربی پرسپولیس در دقیقه ۸۴ اخطار گرفت. |                                                                |                                     |                                     |                                                        |

| ۱۶ فروردین ۱۴۰۱ ۲۴ | استقلال تهران | ۰–۰                             | پیکان تهران   | تهران                                               |
| ۲۰:۳۰ IRST (یوتی‌سی ۳:۳۰+)                                                                                                 | سیلوا '۴۱ ·   | Line up ورزش سه فارس خلاصه بازی | نوروزی‌فرد '۵۳ | ورزشگاه: آزادی تماشاگران: ۱۵٬۰۰۰ داور: سیدرضا مهدوی |
| یادداشت: لیست بازیکنان دو تیم برای بازی مجتبی حسینی سرمربی پیکان در دقیقه ۱۷ به دلیل اعتراض به داور با کارت زرد جریمه شد. |               |                                 |               |                                                     |

| ۱۴ اردیبهشت ۱۴۰۱ ۲۵                     | سپاهان اصفهان                                                                   | ۱–۱                             | استقلال تهران         | اصفهان                                                   |
| ۱۸:۳۰ IRST (یوتی‌سی ۳:۳۰+)               | ولسیانی ۱۴' (پنالتی) '۸۱ · علی‌محمدی '۳۹ · مغانلو '۶۰ · کریمی '۶۳ · احمدزاده '۸۲ | Line up ورزش سه فارس خلاصه بازی | دانشگر ۶' · حسینی '۱۳ | ورزشگاه: نقش جهان تماشاگران: ۲۰٬۰۰۰ داور: موعود بنیادی‌فر |
| یادداشت: لیست بازیکنان دو تیم برای بازی |                                                                                 |                                 |                       |                                                          |

| ۱۹ اردیبهشت ۱۴۰۱ ۲۶                     | استقلال تهران                                                   | ۱–۰                             | شهرخودرو مشهد       | تهران                                            |
| ۲۰:۴۰ IRST (یوتی‌سی ۳:۳۰+)               | نیک‌نفس '۶۲ · ژستد '۷۳ · رمضانی ۸۸' · دانشگر '۹۰ · رضایی '۴+۹۰ · | Line up ورزش سه فارس خلاصه بازی | حیدری '۷۳ نعمتی '۷۹ | ورزشگاه: آزادی تماشاگران: ۴۰٬۰۰۰ داور: حسن اکرمی |
| یادداشت: لیست بازیکنان دو تیم برای بازی |                                                                 |                                 |                     |                                                  |

| ۲۴ اردیبهشت ۱۴۰۱ ۲۷ | فولاد خوزستان                       | ۱–۲                             | استقلال تهران                                                           | اهواز                                                               |
| ۱۹:۴۵ IRST (یوتی‌سی ۳:۳۰+)                                                                                                | آبشک '۶۶ · انصاری '۸۰ · کوشکی ۳+۹۰' | Line up ورزش سه فارس خلاصه بازی | نیک‌نفس '۲۶ · حسین‌زاده ۵۳' '۷۲ · حردانی ۷۳' · دانشگر '۱+۹۰ · حسینی '۶+۹۰ | ورزشگاه: شهدای فولاد تماشاگران: بدون تماشاگر داور: محمدحسین زاهدی‌فر |
| یادداشت: لیست بازیکنان دو تیم برای بازی نادر غبیشاوی مربی فولاد در دقیقه ۵۶ به دلیل اعتراض به داور با کارت زرد جریمه شد. |                                     |                                 |                                                                         |                                                                     |

| ۲۹ اردیبهشت ۱۴۰۱ ۲۸                     | استقلال تهران | ۰–۰                             | آلومینیوم اراک                       | تهران                                               |
| ۲۱:۱۵ IRST (یوتی‌سی ۳:۳۰+)               |               | Line up ورزش سه فارس خلاصه بازی | احمدی '۶۵ پورحمیدی '۴+۹۰ آقایی '۵+۹۰ | ورزشگاه: آزادی تماشاگران: ۳۷۰۰۰ داور: جواد رحیم‌زاده |
| یادداشت: لیست بازیکنان دو تیم برای بازی |               |                                 |                                      |                                                     |

#### بررسی کلی امتیازات
پیروزی       تساوی       باخت
| تیم مقابل      | بازی خانگی | بازی بیرون از خانه | مجموع |
| -------------- | ---------- | ------------------ | ----- |
| آلومینیوم اراک | ۰–۰        | ۱–۱                | ۱–۱   |
| فجر سپاسی      | ۱–۰        | ۱–۱                | ۲–۱   |
| فولاد          | ۱–۰        | ۱–۲                | ۳–۱   |
| گل گهر         | ۲–۱        | ۰–۳                | ۵–۱   |
| هوادار         | ۱–۰        | ۱–۲                | ۳–۱   |
| مس رفسنجان     | ۳–۲        | ۰–۲                | ۵–۲   |
| نفت م. س       | ۰–۰        | ۰–۳                | ۳–۰   |
| نساجی          | ۰–۰        | ۰–۰                | ۰–۰   |
| پیکان          | ۰–۰        | ۰–۳                | ۳–۰   |
| پرسپولیس       | ۰–۰        | ۱–۱                | ۱–۱   |
| صنعت نفت       | ۱–۰        | ۱–۱                | ۲–۱   |
| سپاهان         | ۱–۰        | ۱–۱                | ۲–۱   |
| شهر خودرو      | ۱–۰        | ۰–۳                | ۴–۰   |
| تراکتور        | ۱–۰        | ۰–۱                | ۲–۰   |
| ذوب‌آهن         | ۱–۰        | ۰–۲                | ۳–۰   |

### جام حذفی
برد       مساوی       باخت
| ۲۸ آذر ۱۴۰۰ ۱/۱۶ نهایی                                                                                     | استقلال تهران           | ۱–۱ (و.ا.) (۴–۲ پنالتی)            | نود ارومیه                                                                      | تهران                                                       |
| ۱۷:۳۰ IRST (یوتی‌سی ۳:۳۰+)                                                                                  | رضاوند '۵۶ · رمضانی ۸۸' | Line up ورزش سه فارس خلاصه بازی    | منصوری '۲+۴۵ · طجرلو ۵۸' · سبزی '۶۹ · صفرزاده '۷۵ · رستمی‌زاده '۹۰ · سلیمانی '۹۳ | ورزشگاه: آزادی تماشاگران: بدون تماشاگر داور: کیوان علی‌محمدی |
| | ضربات پنالتی            |                                    |                                                                                 |                                                             |
| - آزادی - مهری - مرادی - صادقی - رضاوند                                                                    |                         | - سلیمانی - فلاح - مارابی - تفتیان |                                                                                 |                                                             |
| یادداشت: لیست بازیکنان دو تیم برای بازی علیرضا رضایی دروازه‌بان استقلال ضربه پنالتی یامین فلاح را مهار کرد. |                         |                                    |                                                                                 |                                                             |

| ۱۹ بهمن ۱۴۰۰ ۱/۸ نهایی | پیکان تهران                         | ۰–۱                             | استقلال تهران                 | تهران                                                     |
| ۱۵:۳۰ IRST (یوتی‌سی ۳:۳۰+) | بابایی '۲۲ ثابت ایمانی '۶۷ فلاح '۷۶ | Line up ورزش سه فارس خلاصه بازی | مهدی پور '۴۰ · مطهری ۹۲' '۱۱۳ | ورزشگاه: دستگردی تماشاگران: بدون تماشاگر داور: بیژن حیدری |
| یادداشت: لیست بازیکنان دو تیم برای بازی این بازی قرار بود در تاریخ ۲۸ دی برگزار شود ولی به دلیل کرونایی شدن تعدادی از بازیکنان تیم استقلال لغو گردید. فارس فرهاد مجیدی سرمربی استقلال در دقیقه ۲+۱۰۵ با کارت زرد جریمه شد. |                                     |                                 |                               |                                                           |

| ۲۲ فروردین ۱۴۰۱ ۱/۴ نهایی | استقلال تهران                    | ۰–۰ (و.ا.) (۴–۵ پنالتی)                      | نساجی مازندران | تهران                                                |
| ۲۰:۳۰ IRST (یوتی‌سی ۳:۳۰+) | امانوف '۹۲ سیلوا '۱۰۴ غفوری '۱۱۸ | Line up ورزش سه فارس خلاصه بازی              | منصوری '۴      | ورزشگاه: آزادی تماشاگران: ۱۳٬۰۰۰ داور: امیر عرب‌براقی |
| | ضربات پنالتی                     |                                              |                |                                                      |
| - یامگا - ژستد - مهدی‌پور - آمانوف - رمضانی |                                  | - کلانتری - عبدی - غلامعلی‌بیگی - نظری - شیری |                |                                                      |
| یادداشت: لیست بازیکنان دو تیم برای بازی بیژن طاهری سرپرست استقلال در دقیقه ۶+۹۰ با کارت زرد جریمه شد. وریا غفوری در دقیقه ۱۱۸ به دلیل اعتراض به داور از روی نیمکت با کارت زرد جریمه شد. |                                  |                                              |                |                                                      |

### لیگ قهرمانان آسیا ۲۰۲۱
برد       مساوی       باخت
| ۲۲ شهریور ۱۴۰۰ یک‌هشتم نهایی             | استقلال ایران | ۰–۲                             | الهلال عربستان                                  | دبی، امارات متحد عربی                                                                              |
| ۲۱:۳۰ IRST (یوتی‌سی ۳:۳۰+)               | مرادمند '۷۹   | Line up ورزش سه فارس خلاصه بازی | گومیس ۳۹' · ناصر الدوسری '۴۲ · سالم الدوسری ۵۶' | ورزشگاه: ورزشگاه زعبیل تماشاگران: بدون تماشاگر داور: فو مینگ مرد مسابقه: عبدالله المعیوف (عربستان) |
| یادداشت: لیست بازیکنان دو تیم برای بازی |               |                                 |                                                 | |

## آمار

### آمار کلی و رکوردها
- رکورد کمترین باخت تاریخ لیگ در یک فصل: قهرمانی بدون شکست
- رکورد دریافت گل اول و عقب افتادن در یک بازی: ۲ بازی
- رکورد بیشترین بسته نگه داشتن دروازه تاریخ لیگ در یک فصل: ۲۱ بازی (توسط ۳ دروازه‌بان)
- رکورد بیشترین بسته نگه داشتن دروازه تاریخ لیگ در یک فصل: ۱۹ بازی (توسط ۱ دروازه‌بان)
- رکورد بیشترین امتیاز تاریخ در یک فصل: ۶۸ امتیاز
- بیشترین برد: ۱۹ بازی
- بیشترین برد خارج از خانه: ۹ بازی
- بیشترین برد پیاپی: ۶ بازی
- رکورد کمترین گل خورده تاریخ در یک فصل: ۱۰ گل
- بیشترین تفاضل گل: ۲۹ گل

### نمایش بازیکنان
| شماره                                       | پست | ملیت   | نام بازیکن         | کل   | کل | لیگ برتر | لیگ برتر | جام حذفی | جام حذفی | لیگ قهرمانان آسیا | لیگ قهرمانان آسیا |
| شماره                                       | پست | ملیت   | نام بازیکن         | بازی | گل | بازی     | گل       | بازی     | گل       | بازی              | گل                |
| ------------------------------------------- | --- | ------ | ------------------ | ---- | -- | -------- | -------- | -------- | -------- | ----------------- | ----------------- |
| ۱                                           | GK  | ایران  | سید حسین حسینی     | ۱۲   | ۰  | ۱۱       | ۰        | ۰        | ۰        | ۱                 | ۰                 |
| ۳                                           | DF  | ایران  | محمد حسین مرادمند  | ۱۲   | ۰  | ۱۱       | ۰        | ۰        | ۰        | ۱                 | ۰                 |
| ۴                                           | DF  | ایران  | سیاوش یزدانی       | ۱۵   | ۱  | ۱۴       | ۱        | ۰        | ۰        | ۱                 | ۰                 |
| ۵                                           | DF  | ایران  | عارف غلامی         | ۰    | ۰  | ۰        | ۰        | ۰        | ۰        | ۰                 | ۰                 |
| ۶                                           | MF  | ایران  | روزبه چشمی         | ۱۰   | ۰  | ۹        | ۰        | ۱        | ۰        | ۰                 | ۰                 |
| ۷                                           | MF  | ایران  | آرش رضاوند         | ۱۳   | ۰  | ۱۱       | ۰        | ۱        | ۰        | ۱                 | ۰                 |
| ۸                                           | MF  | ایران  | سعید مهری          | ۴    | ۰  | ۳        | ۰        | ۱        | ۰        | ۰                 | ۰                 |
| ۹                                           | MF  | ایران  | مهدی مهدی‌پور       | ۱۵   | ۱  | ۱۴       | ۱        | ۰        | ۰        | ۱                 | ۰                 |
| ۱۰                                          | FW  | ایران  | امین قاسمی نژاد    | ۱۰   | ۱  | ۸        | ۱        | ۱        | ۰        | ۱                 | ۰                 |
| ۱۱                                          | MF  | فرانسه | کوین یامگا         | ۱۲   | ۶  | ۱۲       | ۶        | ۰        | ۰        | ۰                 | ۰                 |
| ۱۲                                          | GK  | ایران  | محمد رشید مظاهری   | ۱    | ۰  | ۱        | ۰        | ۰        | ۰        | ۰                 | ۰                 |
| ۱۳                                          | DF  | ایران  | ابوالفضل جلالی     | ۱    | ۰  | ۱        | ۰        | ۰        | ۰        | ۱                 | ۰                 |
| ۱۴                                          | MF  | ایران  | زبیر نیک‌نفس        | ۱۲   | ۰  | ۱۰       | ۰        | ۱        | ۰        | ۰                 | ۰                 |
| ۱۶                                          | FW  | ایران  | محمدرضا آزادی      | ۴    | ۰  | ۳        | ۰        | ۱        | ۰        | ۱                 | ۰                 |
| ۱۷                                          | MF  | ایران  | جعفر سلمانی        | ۱۵   | ۳  | ۱۴       | ۳        | ۰        | ۰        | ۱                 | ۰                 |
| ۲۱                                          | DF  | ایران  | وریا غفوری         | ۹    | ۰  | ۸        | ۰        | ۰        | ۰        | ۱                 | ۰                 |
| ۲۲                                          | MF  | ایران  | بابک مرادی         | ۳    | ۰  | ۱        | ۰        | ۱        | ۰        | ۱                 | ۰                 |
| ۲۳                                          | FW  | ایران  | آرمان رمضانی       | ۶    | ۲  | ۴        | ۱        | ۱        | ۱        | ۱                 | ۰                 |
| ۲۷                                          | DF  | ایران  | متین کریم‌زاده      | ۳    | ۰  | ۱        | ۰        | ۱        | ۰        | ۱                 | ۰                 |
| ۲۹                                          | MF  | ایران  | امیرعلی صادقی      | ۶    | ۰  | ۵        | ۰        | ۱        | ۰        | ۰                 | ۰                 |
| ۳۳                                          | DF  | ایران  | عارف آقاسی         | ۹    | ۰  | ۷        | ۰        | ۱        | ۰        | ۱                 | ۰                 |
| ۳۹                                          | FW  | بنین   | رودی ژستد          | ۱۰   | ۳  | ۱۰       | ۱        | ۰        | ۰        | ۰                 | ۰                 |
| ۷۰                                          | DF  | ایران  | محمد دانشگر        | ۱۳   | ۱  | ۱۲       | ۱        | ۱        | ۰        | ۰                 | ۰                 |
| ۷۲                                          | FW  | ایران  | امیر ارسلان مطهری  | ۱۴   | ۲  | ۱۲       | ۲        | ۱        | ۰        | ۱                 | ۰                 |
| ۷۷                                          | MF  | ایران  | رضا آذری           | ۶    | ۰  | ۵        | ۰        | ۱        | ۰        | ۰                 | ۰                 |
| ۷۹                                          | MF  | ایران  | سبحان خاقانی       | ۶    | ۰  | ۴        | ۰        | ۱        | ۰        | ۱                 | ۰                 |
| ۹۸                                          | GK  | ایران  | علیرضا رضایی       | ۳    | ۰  | ۲        | ۰        | ۱        | ۰        | ۰                 | ۰                 |
| ۹۹                                          | MF  | ایران  | امیر حسین حسین‌زاده | ۱۵   | ۱  | ۱۴       | ۱        | ۰        | ۰        | ۱                 | ۰                 |
| بازیکنانی که در طول فصل باشگاه را ترک کردند |     |        |                    |      |    |          |          |          |          |                   |                   |

### گلزنان
| بازیکن                     | لیگ برتر | جام حذفی | لیگ قهرمانان آسیا | مجموع |
| -------------------------- | -------- | -------- | ----------------- | ----- |
| کوین یامگا                 | ۱۰       | ۰        | ۰                 | ۱۰    |
| امیرحسین حسین‌زاده          | ۸        | ۰        | ۰                 | ۸     |
| جعفر سلمانی                | ۴        | ۰        | ۰                 | ۴     |
| امیرارسلان مطهری           | ۳        | ۱        | ۰                 | ۴     |
| رودی ژستد                  | ۳        | ۰        | ۰                 | ۳     |
| آرمان رمضانی               | ۲        | ۱        | ۰                 | ۳     |
| محمد دانشگر                | ۲        | ۰        | ۰                 | ۲     |
| سیاوش یزدانی               | ۱        | ۰        | ۰                 | ۱     |
| مهدی مهدی‌پور               | ۱        | ۰        | ۰                 | ۱     |
| صالح حردانی                | ۱        | ۰        | ۰                 | ۱     |
| امین قاسمی‌نژاد             | ۱        | ۰        | ۰                 | ۱     |
| گل‌به‌خودی                   | ۰        | ۰        | ۰                 | ۰     |
| ثبت شده توسط کمیته انضباطی | ۳        | ۰        | ۰                 | ۳     |
| کل                         | ۳۹       | ۲        | ۰                 | ۴۱    |

### پاس گل دهندگان
| بازیکن            | لیگ برتر | جام حذفی | لیگ قهرمانان آسیا | مجموع |
| ----------------- | -------- | -------- | ----------------- | ----- |
| مهدی مهدی‌پور      | ۷        | ۰        | ۰                 | ۷     |
| کوین یامگا        | ۳        | ۰        | ۰                 | ۳     |
| جعفر سلمانی       | ۲        | ۱        | ۰                 | ۳     |
| زبیر نیک‌نفس       | ۱        | ۱        | ۰                 | ۲     |
| رودی ژستد         | ۲        | ۰        | ۰                 | ۲     |
| صالح حردانی       | ۲        | ۰        | ۰                 | ۲     |
| سیاوش یزدانی      | ۱        | ۰        | ۰                 | ۱     |
| امیرارسلان مطهری  | ۱        | ۰        | ۰                 | ۱     |
| وریا غفوری        | ۱        | ۰        | ۰                 | ۱     |
| امیرعلی صادقی     | ۱        | ۰        | ۰                 | ۱     |
| آرش رضاوند        | ۱        | ۰        | ۰                 | ۱     |
| امیرحسین حسین‌زاده | ۱        | ۰        | ۰                 | ۱     |
| رافائل سیلوا      | ۱        | ۰        | ۰                 | ۱     |
| کل                | ۲۴       | ۲        | ۰                 | ۲۶    |

### کلین شیت
| بازیکن         | لیگ برتر | جام حذفی | لیگ قهرمانان آسیا | مجموع |
| -------------- | -------- | -------- | ----------------- | ----- |
| سید حسین حسینی | ۱۸       | ۰        | ۰                 | ۱۸    |
| علیرضا رضایی   | ۳        | ۲        | ۰                 | ۵     |
| رشید مظاهری    | ۱        |          | ۰                 | ۱     |
| کل             | ۲۱       | ۲        | ۰                 | ۲۳    |

نکته: قابل ذکر است که در بازی ذوب‌آهن- استقلال دو دروازه‌بان حسینی و مظاهری حضور داشتند و با توجه به اینکه استقلال در آن بازی دروازه خود را بسته نگه داشت، کلین شیت به نام هر دو نفر ثبت می‌شود.

### رتبه هفتگی استقلال در جدول

## گزارش تصویری
| هفته | تاریخ بازی       | شهر               | لینک اول                               | لینک دوم |
| ۱    | ۲۸ مهر ۱۴۰۰      | تهران، ایران      | گزارش تصویری استقلال ۱–۰ هوادار        | لینک دوم |
| ۲    | ۳ آبان ۱۴۰۰      | اصفهان، ایران     | گزارش تصویری ذوب‌آهن ۰–۱ استقلال        | لینک دوم |
| ۳    | ۸ آبان ۱۴۰۰      | تهران، ایران      | گزارش تصویری استقلال ۱–۰ تراکتور       | لینک دوم |
| ۴    | ۱۴ آبان ۱۴۰۰     | شیراز، ایران      | گزارش تصویری فجرسپاسی ۱–۱ استقلال      | لینک دوم |
| ۵    | ۲۸ آبان ۱۴۰۰     | تهران، ایران      | گزارش تصویری استقلال ۰–۰ نساجی         | لینک دوم |
| ۶    | ۳ آذر ۱۴۰۰       | سیرجان، ایران     | گزارش تصویری گل‌گهر (۰) ۰–۳ (۰) استقلال | لینک دوم |
| ۷    | ۸ آذر ۱۴۰۰       | آبادان، ایران     | گزارش تصویری صنعت نفت ۱–۱ استقلال      | لینک دوم |
| ۸    | ۱۳ آذر ۱۴۰۰      | تهران، ایران      | گزارش تصویری استقلال ۰–۰ پرسپولیس      | لینک دوم |
| ۹    | ۱۸ آذر ۱۴۰۰      | تهران، ایران      | گزارش تصویری پیکان ۰–۳ استقلال         | لینک دوم |
| ۱۰   | ۲۳ آذر ۱۴۰۰      | تهران، ایران      | گزارش تصویری استقلال ۱–۰ سپاهان        | لینک دوم |
| ۱۱   | ۳ دی ۱۴۰۰        | مشهد، ایران       | گزارش تصویری پدیده ۰–۳ استقلال         | لینک دوم |
| ۱۲   | ۸ دی ۱۴۰۰        | تهران، ایران      | گزارش تصویری استقلال ۱–۰ فولاد         | لینک دوم |
| ۱۳   | ۱۳ دی ۱۴۰۰       | اراک، ایران       | گزارش تصویری آلومینیوم ۱–۱ استقلال     | لینک دوم |
| ۱۴   | ۱۸ دی ۱۴۰۰       | تهران، ایران      | گزارش تصویری استقلال ۳–۲ مس رفسنجان    | لینک دوم |
| ۱۵   | ۲۳ دی ۱۴۰۰       | مسجدسلیمان، ایران | گزارش تصویری ل نفت م.س ۰–۳ استقلال     | لینک دوم |
| ۱۶   | ۱۵ بهمن ۱۴۰۰     | تهران، ایران      | گزارش تصویری هوادار ۱–۲ استقلال        | لینک دوم |
| ۱۷   | ۲۴ بهمن ۱۴۰۰     | تهران، ایران      | گزارش تصویری استقلال ۱–۰ ذوب‌آهن        | لینک دوم |
| ۱۸   | ۲۹ بهمن ۱۴۰۰     | تبریز، ایران      | گزارش تصویری تراکتور ۰–۱ استقلال       | لینک دوم |
| ۱۹   | ۴ اسفند ۱۴۰۰     | تهران، ایران      | گزارش تصویری استقلال ۱–۰۰ فجرسپاسی     | لینک دوم |
| ۲۰   | ۹ اسفند ۱۴۰۰     | مازندران، ایران   | گزارش تصویری نساجی ۰–۰ استقلال         | لینک دوم |
| ۲۱   | ۱۵ اسفند ۱۴۰۰    | تهران، ایران      | گزارش تصویری استقلال ۲–۱ گل‌گهر         | لینک دوم |
| ۲۲   | ۲۰ اسفند ۱۴۰۰    | تهران، ایران      | گزارش تصویری استقلال ۱–۰ صنعت نفت      | لینک دوم |
| ۲۳   | ۲۶ اسفند ۱۴۰۰    | تهران، ایران      | گزارش تصویری پرسپولیس ۱–۱ استقلال      | لینک دوم |
| ۲۴   | ۱۶ فروردین ۱۴۰۱  | تهران، ایران      | گزارش تصویری استقلال ۰–۰ پیکان         | لینک دوم |
| ۲۵   | ۱۴ اردیبهشت ۱۴۰۱ | اصفهان، ایران     | گزارش تصویری سپاهان ۱–۱ استقلال        | لینک دوم |
| ۲۶   | ۱۹ اردیبهشت ۱۴۰۱ | تهران، ایران      | گزارش تصویری استقلال ۱–۰ پدیده         | لینک دوم |
| ۲۷   | ۲۴ اردیبهشت ۱۴۰۱ | اهواز، ایران      | گزارش تصویری فولاد ۱–۲ استقلال         | لینک دوم |
| ۲۸   | ۲۹ اردیبهشت ۱۴۰۱ | تهران، ایران      | گزارش تصویری استقلال ۰–۰ آلومینیوم     | لینک دوم |
| ۲۹   | ۳ خرداد ۱۴۰۱     | رفسنجان، ایران    | گزارش تصویری مس رفسنجان ۰–۲ استقلال    | لینک دوم |
| ۳۰   | ۹ خرداد ۱۴۰۱     | تهران، ایران      | گزارش تصویری استقلال ۰–۰ نفت م.س       | لینک دوم |

| فارس، خبرورزشی، ایسنا، ایرنا، ایلنا، برنا، فوتبالی |

| مرحله      | تاریخ بازی      | شهر          | لینک اول                                    | لینک دوم |
| ۱/۱۶ نهایی | ۲۸ آذر ۱۴۰۰     | تهران، ایران | گزارش تصویری استقلال ۱ (۴)–(۲) ۱ نود ارومیه | لینک دوم |
| ۱/۸ نهایی  | ۱۹ بهمن ۱۴۰۰    | تهران، ایران | گزارش تصویری استقلال ۱–۰ پیکان              | لینک دوم |
| ۱/۴ نهایی  | ۲۲ فروردین ۱۴۰۱ | تهران، ایران | گزارش تصویری استقلال ۰ (۴)–(۵) ۱ نساجی      | لینک دوم |

| مرحله     | تاریخ بازی     | شهر         | لینک اول                                | لینک دوم |
| ۱/۸ نهایی | ۲۲ شهریور ۱۴۰۰ | دبی، امارات | گزارش تصویری استقلال ۰–۲ الهلال عربستان | لینک دوم |